# DRIVE-GLAY complete BEST
『DRIVE-GLAY complete BEST』（ドライブ－グレイ・コンプリート・ベスト）は、日本のロックバンド、GLAYの2枚目のベストアルバムである。2000年11月29日にUNLIMITED RECORDSより発売された。

## 概要
本作品は「ファンの声を最大限に生かしたGLAY究極のベストアルバムを作りたい」というメンバーの意向のもと、20枚目のシングル「とまどい/SPECIAL THANKS」封入のリクエストハガキで募集したファンによる投票を元に収録曲が選ばれ、2000年11月15日発売の21枚目のシングル「Missing You」を含む24曲が収録された。19枚目のシングル「MERMAID」は、「次のアルバムの核になる曲だからそっちに入れたい」というTAKUROの意向で収録されなかった。発売発表当時の仮タイトルは、『GLAY complete BEST 1994-2000』であった。TAKUROは、本作のリクエストベストを作る際、既に1998年にB'zがリクエストベスト『B'z The Best "Treasure"』をリリースしていることもあり、事前に松本孝弘から電話で許可をもらったというエピソードがある。
前作『REVIEW-BEST OF GLAY』が、デビューしてからおよそ3年半とまだバンドの歴史が浅い中でのベスト盤だったこともあり、今回はコンプリート・ベストにしようという話になり、2枚組のベストとなった。しかし一方で、JIROは「ベストアルバムを単なる過去の集大成というだけじゃなくて、これからを予感させるものにしたかった。」とも語っており、本作について「デビューしてからのGLAY、『Missing You』に代表されるこれからのGLAY、その2つをまとめたものなんです。“DRIVE”という意味も自分たちのなかで2つあって。気楽にドライブしながら聴いてほしい、ドライブのお供にという意味と、これからもまだまだGLAYは転がりつづけていくよという意味で考えたんです。コンプリート・ベスト、ということであまり堅苦しくなってしまうのも嫌だし」と述べている。
ジャケットの表紙に写っているのはJIROである。また、初回購入特典としてロングケースが存在する。こちらはメンバー4人の写真がジャケットになっており、ライナーノーツが付属している。
本作もオリコンチャートで、初動172万枚以上を売り上げ、初登場1位を獲得。この記録は、2000年以降に発売された男性アーティストのアルバムの中では最高の初動売り上げであり、また、CD2枚組以上の作品では日本歴代1位の初動売り上げを誇る。累計売り上げは263万枚。このアルバムの発売週まで4週連続でベストアルバムが首位を獲得する記録を残している。（プラネット調べでは、発売初週に157.7万枚を売り上げた。）
キャッチフレーズは『“DRIVE”現代のロックシーンを駆け抜け、リアルタイムで加速しつづけるGLAY』
N.Y.のmaster disk STUDIOSにおいて全曲デジタル・リマスタリングされている。マスタリングエンジニアはHowie Weinberg。

## 収録曲
| 全作詞: TAKURO、全編曲: 佐久間正英・GLAY。 |                               |           |        |      |
| #                                          | タイトル                      | 作詞      | 作曲   | 時間 |
| 1.                                         | 「とまどい」(Jet the Phantom) | TAKURO    | TAKURO | 5:14 |
| 2.                                         | 「口唇」                      | TAKURO    | TAKURO | 3:35 |
| 3.                                         | 「SHUTTER SPEEDSのテーマ」    | TAKURO    | JIRO   | 3:26 |
| 4.                                         | 「ずっと2人で…」              | TAKURO    | TAKURO | 7:06 |
| 5.                                         | 「グロリアス」                | TAKURO    | TAKURO | 4:53 |
| 6.                                         | 「a Boy〜ずっと忘れない〜」   | TAKURO    | TAKURO | 4:50 |
| 7.                                         | 「生きてく強さ」              | TAKURO    | TAKURO | 3:54 |
| 8.                                         | 「HAPPY SWING」               | TAKURO    | TAKURO | 5:12 |
| 9.                                         | 「彼女の“Modern…”」           | TAKURO    | TAKURO | 4:29 |
| 10.                                        | 「SOUL LOVE」                 | TAKURO    | TAKURO | 4:30 |
| 11.                                        | 「HOWEVER」                   | TAKURO    | TAKURO | 5:35 |
| 12.                                        | 「I'm in Love」               | TAKURO    | TAKURO | 6:29 |
| 合計時間:                                  | 合計時間:                     | 合計時間: | 59:13  |      |

| 全作詞: TAKURO、全編曲: 佐久間正英・GLAY。 |                            |           |        |      |
| #                                          | タイトル                   | 作詞      | 作曲   | 時間 |
| 1.                                         | 「誘惑」                   | TAKURO    | TAKURO | 4:17 |
| 2.                                         | 「生きがい」               | TAKURO    | TAKURO | 5:55 |
| 3.                                         | 「ビリビリクラッシュメン」 | TAKURO    | JIRO   | 4:33 |
| 4.                                         | 「BELOVED」                | TAKURO    | TAKURO | 4:44 |
| 5.                                         | 「HAPPINESS」              | TAKURO    | TAKURO | 5:51 |
| 6.                                         | 「サバイバル」             | TAKURO    | TAKURO | 4:34 |
| 7.                                         | 「pure soul」              | TAKURO    | TAKURO | 6:23 |
| 8.                                         | 「BE WITH YOU」            | TAKURO    | TAKURO | 5:11 |
| 9.                                         | 「Winter,again」           | TAKURO    | TAKURO | 5:14 |
| 10.                                        | 「春を愛する人」           | TAKURO    | TAKURO | 5:02 |
| 11.                                        | 「SPECIAL THANKS」         | TAKURO    | TAKURO | 4:57 |
| 12.                                        | 「Missing You」            | TAKURO    | TAKURO | 5:48 |
| 合計時間:                                  | 合計時間:                  | 合計時間: | 62:29  |      |

### 楽曲解説

#### DISC 1
1. とまどい (Jet the Phantom)
20thシングル「とまどい／SPECIAL THANKS」の1曲目。エンディングが長い別バージョンで収録。アルバム初収録曲。
2. 口唇
11thシングル。
3. SHUTTER SPEEDSのテーマ
3rdアルバム『BELOVED』収録。
4. ずっと2人で…
5thシングル「ずっと2人で…／GONE WITH THE WIND」の1曲目。
5. グロリアス
8thシングル。
6. a Boy〜ずっと忘れない〜
10thシングル。
7. 生きてく強さ
7thシングル。
8. HAPPY SWING
1stアルバム『SPEED POP』収録。
9. 彼女の“Modern…”
3rdシングル。
10. SOUL LOVE
14thシングル。シングルバージョンはアルバム初収録。
11. HOWEVER
12thシングル。
12. I'm in Love
4thアルバム『pure soul』収録。

#### DISC 2
1. 誘惑
13thシングル。
2. 生きがい
5thアルバム『HEAVY GAUGE』収録。
3. ビリビリクラッシュメン
4thアルバム『pure soul』収録。
4. BELOVED
9thシングル。
5. HAPPINESS
18thシングル。5thアルバム『HEAVY GAUGE』に収録されているバージョン。
ただし、歌詞カードには「HAPPINESS -WINTER MIX-」と誤植されている。
6. サバイバル
ビデオシングル。シングルバージョンは初CD化。
7. pure soul
4thアルバム『pure soul』収録。
8. BE WITH YOU
15thシングル。ボーカルとコーラスのみミックスが異なったバージョンで収録。
9. Winter,again
16thシングル。シングルバージョンはアルバム初収録[注釈 3]。
10. 春を愛する人
11thシングル「口唇」2曲目。3rdアルバム『BELOVED』収録。
11. SPECIAL THANKS
20thシングル「とまどい／SPECIAL THANKS」の2曲目。アルバム初収録曲。
12. Missing You
21stシングル。アルバム初収録曲。

## 投票結果
1. HOWEVER
2. とまどい
3. 生きてく強さ
4. ずっと2人で…
5. pure soul
6. Winter,again
7. 春を愛する人
8. BELOVED
9. SPECIAL THANKS
10. 生きがい
11. サバイバル
12. SHUTTER SPEEDSのテーマ
13. 誘惑
14. BE WITH YOU
15. SOUL LOVE
16. I'm in Love
17. HAPPINESS
18. May Fair（4thアルバム『pure soul』収録）
19. ここではない、どこかへ（17thシングル）
20. RAIN（1stシングル）

## 参加ミュージシャン
- TERU - ボーカル
- TAKURO - エレクトリックギター、アコースティックギター
- HISASHI - エレクトリックギター、アコースティックギター
- JIRO - ベース

- 永井利光 - ドラムス
- そうる透 - ドラムス
- 湊雅史 - ドラムス
- 小森茂生 - ピアノ、キーボード
- 佐久間正英 - ピアノ、キーボード、プログラミング
- D.I.E. - ピアノ、キーボード